# Joakim Noah
Joakim Noah (New York, 25 februari 1985) is een Amerikaans voormalig basketbalspeler. Hij beleefde zijn grootste successen met de Chicago Bulls, voor wie hij van 2007 tot 2016 uitkwam.

## Achtergrond
Noah is een zoon van voormalig tennisser Yannick Noah en voormalig Miss Zweden Cecilia Rodhe. Na zijn jeugd in Parijs te hebben doorgebracht, verhuisde hij in 1998 samen met zijn moeder en zus naar New York, waar hij basketbal speelde voor de Poly Prep Country Day School. Later verhuisde hij naar Lawrenceville in New Jersey, waar hij zijn highschool afwerkte. In 2004 trok Noah naar de Universiteit van Florida, waarvoor hij drie jaar speelde alvorens in de NBA te gaan spelen.

## NBA
Op 28 juni 2007 werd Noah in de NBA Draft in de eerste ronde als negende gekozen door de Chicago Bulls. In 2013 en 2014 werd Noah verkozen tot All-Star. In 2014 won hij ook de NBA Defensive Player of the Year Award. 